# Departamento Zonda
Das Departamento Zonda liegt im südlichen Zentrum der Provinz San Juan im Westen Argentiniens. Es ist eine von 19 Verwaltungseinheiten der Provinz. 
Es grenzt im Norden an das Departamento Ullum, im Osten an die Departamentos  Rivadavia und Pocito, im Süden an das Departamento Sarmiento und im Westen an das Departamento Calingasta. 
Die Hauptstadt des Departamento Zonda ist Villa Basilio Nievas.